# Inmigración nicaragüense en Estados Unidos
Los nicaragüenses en los Estados Unidos son la séptima población más grande de hispanos en Estados Unidos y la tercera población centroamericana más grande en ese país. Corresponde a personas nacidas o naturalizadas estadounidense, de origen nicaragüense. La población nicaragüense, según el censo de los Estados Unidos de 2020 es de 1 072 802.
Más de dos tercios de esta población reside en los estados de California y la Florida. En este último, el 56% de los nicaragüenses residen en el área metropolitana de Miami. El condado de Miami-Dade Sweetwater (Florida), es conocida como Little Managua. Según el censo de los Estados Unidos de  2020, el 70% de los habitantes de esta ciudad se declaró de origen nicaragüense, mientras que en California la población se concentra mayormente en Los Ángeles, San Francisco, San Diego y San José. También otros lugares en donde se concentra esta población son el Área metropolitana de Riverside-San Bernardino-Ontario y las ciudades de Sacramento, San Diego, San José, Oakland, Anaheim, y Long Beach.

## Historia y migración
Los primeros nicaragüenses emigraron a Estados Unidos en pequeños grupos a inicios de la primera década del siglo XX, pero su presencia fue especialmente notoria en las últimas tres décadas de dicho siglo. La comunidad nicaragüense está mayormente concentrada en tres grandes áreas metropolitanas: el área metropolitana del Sur de la Florida, Área del Gran Los Ángeles y el área de la bahía de San Francisco. Un grupo afluente de nicaragüenses-estadounidenses reside en el área metropolitana de Nueva York.
Según el Servicio de Inmigración y Naturalización, 23 261 nicaragüenses fueron nacionalizados estadounidenses entre 1976 y 1985; 75 264 entre 1986 y 1993 y 94 582 entre 1994 y 2002, con un total de 193 107 inmigrantes nicaragüenses con estatus legal adquirido desde 1976.
La documentación más reciente sobre inmigración desde Nicaragua a los Estados Unidos fue combinado con otros países de la región centroamericana. Sin embargo, según la oficina del Censo de los Estados Unidos cerca de 7 500 inmigrantes nicaragüenses se legalizaron desde 1967 a 1976. Un estimado de 28 529 nicaragüenses vivieron en los Estados Unidos en 1970, el cual 90% de estos se autodenominaron como personas blancas en el censo de ese año. Muchos inmigrantes durante los años sesenta fueron mujeres; estadísticamente, había 60 inmigrantes nicaragüenses varones por cada 100 femeninas durante aquel período.
Más del 62% de la inmigración documentada entre 1979 y 1988 ocurrió después de 1984. En 1998, más de dos millones de nicaragüenses se quedaron sin hogar debido al huracán Mitch. Como resultado de esto, muchos nicaragüenses recibieron su residencia permanente o el estatus de protección temporal (Temporary Protected Status, TPS en inglés) a final de la década de los noventa.
Según el censo de 1990, 168 659 de un total de 202 658 nicaragüenses documentados en Estados Unidos nacieron en Nicaragua. En 1992 aproximadamente el 10 o 12% de la población nicaragüense había emigrado. Esos emigrantes tendían a ser trabajadores de edad variable, mejores educados y más a menudo, trabajadores de "cuello blanco" que los no migrantes. Además, los emigrantes tenían más probabilidades de tener hogares más grandes con ingresos más altos que no tenían antes de emigrar.

## Motivos del éxodo
La Revolución Sandinista que inició a mediados de la década de los setenta y continuó en la década de los ochenta trajo la primera gran ola de refugiados nicaragüenses en los Estados Unidos. Como resultado de la ley de la Reforma Agraria aprobada durante el gobierno del Frente Sandinista que confiscaba todos los bienes privados, 120 000 nicaragüenses abandonaron ese país e ingresaron al país norteamericano.
Este grupo consistía en dueños de tierra, grandes industrialistas y empresarios de empresas norteamericanas. Muchos exiliados nicaragüenses de clase alta tenían sus raíces económicas especialmente en la ciudad de Miami antes de la revolución. En esta fase de éxodo de la clase alta nicaragüense incluía al dictador Anastasio Somoza Debayle y su familia, quien poseía propiedades en Miami y era considerado como la persona más rica de toda la Florida (ibidem). Otra gran ola de nicaragüenses consistía en trabajadores de la industria manufacturera (denominado en Estados Unidos como bluecollar workers, literalmente trabajadores de cuello azul) que se exiliaron de forma dramática en 1989. De nuevo, las causas de este éxodo fueron por el escape de la crisis económica y política en el país. Terminando la década de los ochenta, la guerra, el huracán Joan de 1988, y el declive económico en 1989 dejó al país en la bancarrota. Muchos de esos inmigrantes nicaragüenses se asentaron en lugares pobres y deteriorados de Miami, donde empezaron a convivir con los cubanos, quienes llegaron durante el Éxodo del Mariel de 1980.
Muchos nicaragüenses que emigraron, escaparon de la pobreza. En el Condado de Santa Clara, California, los beneficiarios de las prestaciones públicas de Nicaragua informó que en sus familias, 43% de estos son trabajadores por cuenta propia o dueños de negocios y el 14% de las familias tenían estas dos tipos de personas. Sin embargo, un estimado aproximado de 200 000 nicaragüenses quienes llegaron a Estados Unidos (y otros países de Centroamérica) entre 1978 y 1979 regresaron después de la victoria de los Sandinistas en 1979.

## Cultura
Los nicaragüenses-estadounidenses son hispanoparlantes y predominantemente Católicos. Estos celebran a sus santos patrones de la Iglesia católica con festivales y procesiones, los cuales proveen un contexto de expresiones culturales y artísticas de la identidad local. Las mayores fiestas patronales de las comunidades en Florida incluyen a Santa Ana (fiestas patronales de Chinandega y Nindirí), San Sebastián (fiestas patronales de Diriamba), San Jerónimo (fiestas patronales de Masaya) y La gritería (fiestas en todo el país dedicados a La Purísima).

## Demografía
Fuera de los estados de California y Florida, la comunidad nicaragüense se asienta también en Nueva York, el área metropolitana de Nueva Orleans y el área metropolitana de Washington D. C.. Las ciudades con población nicaragüense notable incluyen también Charlotte, Houston, Jersey City y Camden, Nueva Jersey.

### Estados
Según el censo de Los  Estados Unidos de 2020 y datos del 2022. Se Estima que los 15 estados con mayor población nicaragüense Son los Siguientes:
1. Florida - 683 334
2. California - 633 874
3. Texas - 288 432
4. Nueva York - 119 223
5. Nueva Jersey - 102 329
6. Maryland - 92 501
7. Virginia - 87 111
8. Luisiana - 72 034
9. Carolina del Norte - 68 397
10. Georgia - 59 232
11. Arizona - 56 792
12. Nuevo México - 53 987
13. Nevada - 48 754
14. Utah - 46 104
15. Washington - 43 345

### Áreas
A continuación se presenta las áreas metropolitanas con mayor cantidad de población nicaragüense según el censo de 2010:
1. Miami-Fort Lauderdale-Pompano Beach, FL MSA - 203 876
2. Los Angeles-Long Beach-Santa Ana, CA MSA - 180 607
3. San Francisco-Oakland-Fremont, CA MSA - 76 807
4. New York-Northern New Jersey-Long Island, NY-NJ-PA MSA - 57 988
5. Washington-Arlington-Alexandria, DC-VA-MD-WV MSA - 14 187
6. Riverside-San Bernardino-Ontario, CA MSA - 9 793
7. Houston-Sugar Land-Baytown, TX MSA - 9 496
8. New Orleans-Metairie-Kenner, LA MSA - 5 310
9. San José-Sunnyvale-Santa Clara, CA MSA - 4 540
10. Orlando-Kissimmee-Sanford, FL MSA - 4 083
11. Dallas-Fort Worth-Arlington, TX MSA - 3 964
12. Atlanta-Sandy Springs-Marietta, GA MSA - 3 719
13. Las Vegas-Paradise, NV MSA - 3 587
14. Sacramento-Arden-Arcade-Roseville, CA MSA - 3 269
15. Filadelfia-Camden-Wilmington, PA-NJ-DE-MD MSA - 3 163
16. Chicago-Joliet-Naperville, IL-IN-WI MSA - 2 928
17. Tampa-St. Petersburg-Clearwater, FL MSA - 2 589
18. Phoenix-Mesa-Glendale, AZ MSA - 2 169
19. San Diego-Carlsbad-San Marcos, CA MSA - 2 025
20. Charlotte-Gastonia-Rock Hill, NC-SC MSA - 1 912
21. Vallejo-Fairfield, CA MSA - 1 750
22. Austin-Round Rock-San Marcos, TX MSA - 1 714
23. Seattle-Tacoma-Bellevue, WA MSA - 1 635
24. San Antonio-New Braunfels, TX MSA - 1 547
25. Boston-Cambridge-Quincy, MA-NH MSA - 1 438

### Ciudades estadounidenses con mayor población de nicaragüenses
Ahora se presenta las 25 ciudades con mayor población de nicaragüenses según el censo de 2019:
1. Los Ángeles - 228 618
2. San Francisco  - 99 202
3. Orlando, Florida - 83 410
4. Oakland, California - 76 604
5. Houston - 75 738
6. San José, California - 74 226
7. Kendale Lakes, Florida - 53 560
8. Miami, Florida - 53 476
9. Sweetwater, Florida - 10 102
10. Modesto - 9 917
11. Kendall, Florida - 9 629
12. The Hammocks, Florida - 9 391
13. Kendall West, Florida - 9 265
14. Miami Gardens, Florida - 9 134
15. West Little River, Florida -  8 112
16. Richmond West, Florida - 8 039
17. Country Club, Florida - 7 772
18. Hayward, California - 7 745
19. Miramar, Florida - 7 691
20. South San Francisco, California - 7 639
21. South Miami Heights, Florida - 7 585
22. Metairie, Luisiana - 7 462
23. Pembroke Pines, Florida - 7 423
24. Homestead, Florida - 7 354
25. San Diego - 6 999

### Ciudades estadounidenses con mayor porcentaje población de nicaragüenses
Ahora, se presenta las 25 ciudades con mayor porcentaje de nicaragüenses, tomando en cuenta sí el 100% es igual a la población total presente en Estados Unidos. Estos datos son tomados según el censo de 2010:
1. Sweetwater, Florida - 72 99%
2. Fontainebleau, Florida - 31,87%
3. Miami, Florida - 13,18%
4. Richmond West, Florida - 10,78%
5. Kendale Lakes, Florida - 9,87%
6. Tamiami, Florida - 8,7%
7. Kendall West, Florida - 6,26%
8. West Little River, Florida - 6,09%
9. Hialeah Gardens, Florida - 6,08%
10. Brownsville, Florida - 5,66%
11. Stock Island, Florida - 5,66%
12. Medley, Florida - 4,89%
13. Princeton, Florida - 4,89%
14. Gladeview, Florida - 4,83%
15. The Hammocks, Florida - 4,69%
16. Hialeah, Florida - 4,63%
17. South Miami Heights, Florida - 4,44%
18. University Park, Florida - 4,32%
19. Rollingwood, California - 4,14%
20. Palmetto Estates, Florida - 4,13%
21. Colma, California - 4,02%
22. Country Walk, Florida - 3,90%
23. The Crossings, Florida - 3,89%
24. Country Club, Florida - 3,76%
25. Westwood Lakes, Florida - 3,72%